# Kerkhoven

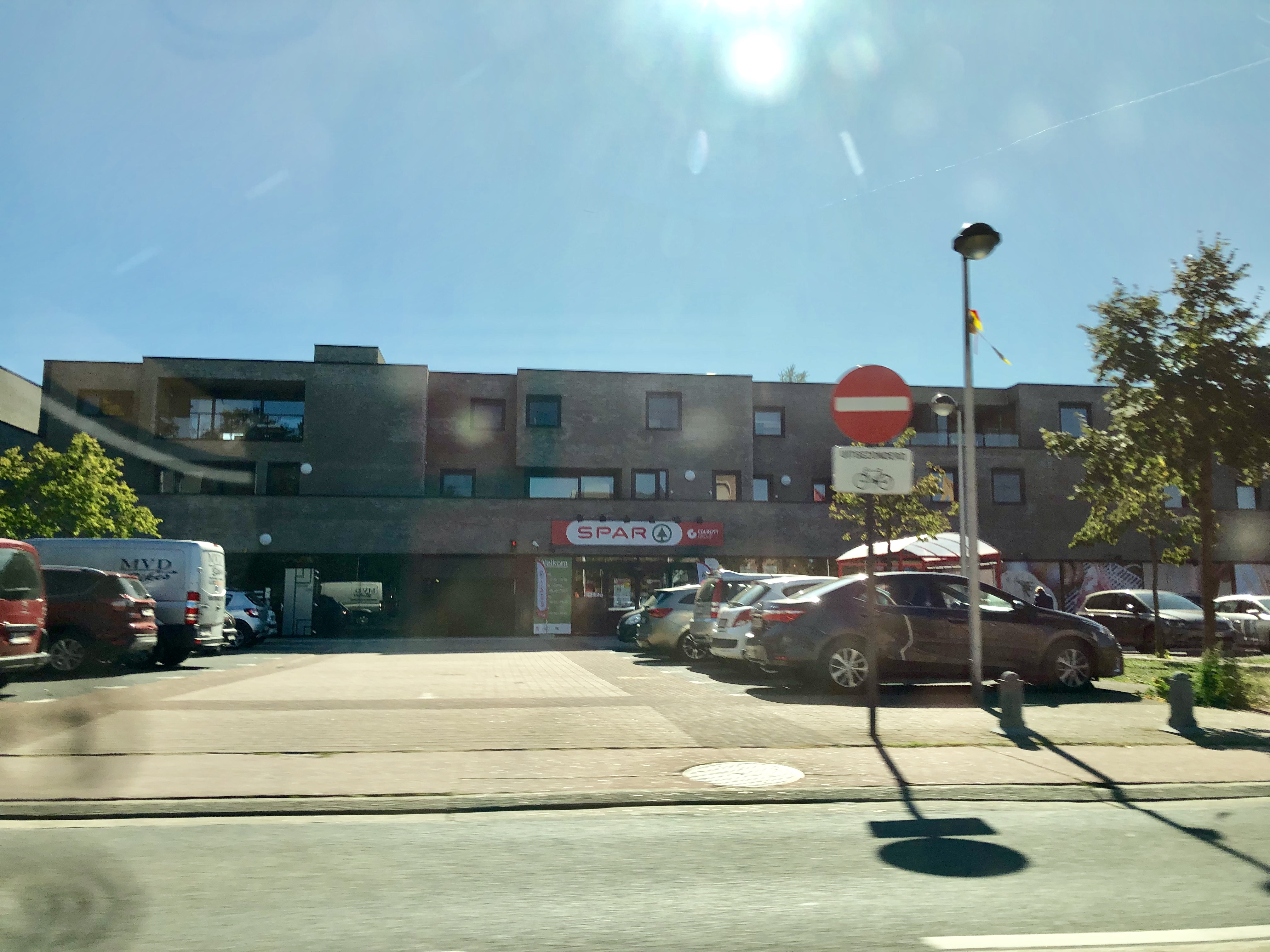
Spar Kerkhoven

Kerkhoven is een dorp in de Belgische stad Lommel, in de provincie Limburg. Het is de meest zuidelijk gelegen parochie van Lommel. Het grondgebied ligt ook deels in Eksel en deels in Balen.

## Etymologie
Het dorp is genoemd naar de eerste bewoner Joannes Franciscus Van Kerckhoven die er zich in 1777 met zijn gezin vestigde op de onbewoonde heide op het kruispunt van de toen belangrijke handelsweg, de Groote Landbaene van Antwerpen naar Keulen en de weg van Lommel die zich verder splitste naar Koersel, Beverlo en Ham. Dat was ook op de grens van drie toenmalige landen en dus ook drie gemeenten:  de Brabantse gemeente Balen in de Oostenrijkse Nederlanden, Eksel behorende tot het Prinsbisdom Luik en iets noordelijker Lommel in de Verenigde Provinciën (Nederland). 10 jaar nadat hij er zich vestigde kon Van Kerckhoven de grond die hij ontgon kopen van de gemeente Balen. Met volgende bewoners die zich vestigden op aangrenzende gronden in Eksel en Lommel werd het een nederzetting, in officiële documenten onder meer Lommels-Broek genoemd. In de volksmond werd de naam Kerkhoven gebruikt naar de eerste bewoner die er niet enkel probeerde te boeren maar in zijn woning ook een populaire herberg uitbaatte. De gebruikelijke naam Kerkhoven werd stilaan ook overgenomen in officiële documenten en in 1858 werd het de officiële de naam van de nieuwe parochie. .

## Geografie
Op geografisch vlak is Kerkhoven een unicum in België. Het grondgebied ligt namelijk verspreid over drie gemeenten en twee provincies. Zo is de ene zijde van de Zwarte Weg Antwerps en de andere Limburgs grondgebied. De kerk en het grootste gedeelte van het dorp liggen op Lommels grondgebied, een deel hoort bij Eksel en ander deel bij Balen.

## Bezienswaardigheden
- De Sint-Jan Baptistkerk. Deze neogotische kerk is gebouwd in 1854 en vergroot in 1890. Het beeld in de nis boven de kerkingang is van de hand van Hieronymus Reijniers.
- Bij de kerk staat het beeld: Ontmoeting in Beeld gebracht, van Judith Sevens. Het bestaat uit drie sokkels die elkaar, zoals mensen op een kerkplein, lijken te ontmoeten.
- De jachthaven "De Blauwe Reiger", gelegen aan het Kanaal naar Beverlo, dat zich direct ten westen van Kerkhoven bevindt en waarlangs een fietspad ligt.

## Natuur en landschap
Ten zuiden van Kerkhoven stroomt de Grote Nete, die onder het Kanaal naar Beverlo wordt geleid en dan verder naar het westen vloeit. Ten zuidoosten daarvan bevindt zich een uitgestrekt militair oefenterrein, dat Lange Heuvelheide heet.
Ten oosten van Kerkhoven strekt zich het Provinciaal Domein Pijnven uit, dat voornamelijk op het grondgebied van Hechtel-Eksel is gelegen en overwegend uit naaldhout bestaat. Verder bevindt er zich ook nog het natuurgebied Den Tip hetwelk sinds 2008 eigendom is van Natuurpunt. Dit natuurgebied herbergt naast een fruitboomgaard onder andere een arboretum en een rosarium.

## Evenementen
Naar aanleiding van het 150-jarig bestaan van het kanaal, in 2007, werd een groots feest gehouden, het balcanal.
Elk jaar vindt tijdens het weekend het kortst bij 24 juni, feest van Sint-Jan De Doper, de kermis plaats met tegelijkertijd ook de plaatselijke kermiskoers.
In 2014 mocht Kerkhoven de titel van "wijk in de kijker" dragen, waarvoor diverse evenementen werden georganiseerd.

## Economie
Op het bedrijventerrein van Kerkhoven zijn drie bedrijven gevestigd: Polypreen (producent van schuimen voor onder andere matrassen), Elep (producent van omslagen) en Agglorex (producent van onder andere sportmatten en isolatie).

## Verenigingsleven
In Kerkhoven zijn ook een heel aantal verenigingen actief:
- Koninklijke Fanfare De Heidegalm (bestaat sinds 1899 en is hiermee de oudste muziekvereniging van Lommel)
- Chiro Kerkhoven (sinds 1954)
- Karateclub Kerkhoven
- Majorettenkorps De Zonnebloempjes
- Horst SC
- RC Murphy's
- Curieus Kerkhoven
- Okra Kerkhoven
- Samana Kerkhoven
- Dansclub Lommel
- Hondenvereniging HVL
- Wandelclub Milieu 2000
- BRYAC (Blauwe Reiger Yacht Club)

## Nabijgelegen kernen
Leopoldsburg, Wezel, Gelderhorsten, Kattenbos, Balen